# Viera Podhányiová
Viera Podhányiová, född den 19 september 1960 i Zlaté Moravce, Slovakien, är en tjeckoslovakisk landhockeyspelare.
Hon tog OS-silver i damernas landhockeyturnering i samband med de olympiska landhockeytävlingarna 1980 i Moskva.